# Vebjørn Sørum
Vebjørn Sørum, né le 11 août 1998 à Gjøvik, est un biathlète norvégien. Il fut élève de l'école NTG de Lillehammer entre 2015 et 2017.

## Carrière
Vebjørn Sørum commence sa carrière internationale en 2017 lors des championnats du monde junior à Brezno. Après une 39e place sur l'individuel, une 27e sur le sprint et une belle remontée sur la poursuite (8e), il remporte le titre mondial du relais jeunes hommes, en compagnie de Jorgen Krogsaeter et de Sivert Bakken.
Il est absent du circuit international la saison suivante et débute en IBU Cup en 2018 par une 40e place sur le sprint d'Idre. Quelques semaines plus tard, il monte sur son premier podium à l'issue du relais mixte (avec Karoline Knotten, Eline Grue et Frederik Gjesbakk, troisième place). Il réussit le doublé sprint-poursuite aux mondiaux juniors 2019. Il obtient également deux médailles d'agent aux championnats d'Europe junior à Sjusjøen (individuel et relais).
La saison suivante Sørum réintègre le circuit IBU Cup seulement après les championnats du monde junior 2020 de Lenzerheide, aux cours desquels il remporte de nouvelles médailles, l'argent sur l'individuel et l'or sur le sprint. Il signe ensuite son premier podium individuel sur le circuit sénior (IBU Cup) avec une victoire sur le super sprint de Martell en devançant l'allemand Simon Schempp.
Après seulement deux courses en IBU Cup lors de l'hiver 2021/2022, il commence la saison 2022/2023 sur le circuit national. Mais il retrouve rapidement sa place dans l'équipe B norvégienne et réintègre l'IBU Cup en janvier 2023. En excellente forme sur les skis et précis derrière la carabine, il aligne 7 podiums individuels dont 3 victoires en seulement 12 courses. Lors des championnats d'Europe 2023 à Lenzerheide, il remporte l'argent sur le sprint, l'or sur la poursuite et sur le relais mixte (en compagnie de Maren Kirkeeide, Karoline Erdal et Erlend Bjoentegaard,. Il termine à la 3e place du classement général de l'IBU Cup et, dans la foulée, bénéficie des tests positifs au Covid-19 des frères Bø et de Laegreid pour découvrir la coupe du monde lors des deux dernières étapes de la saison 2022-2023, à Östersund et Oslo. Après une 45e place sur l'individuel, il a l'honneur d'intégrer le quatuor de Norvège qui dispute le relais. Il réalise à cette occasion une belle prestation et remporte la victoire avec Endre Stroemsheim, Johannes Dale et Vetle Christiansen, montant pour la première fois sur un podium de coupe du monde, et ce dès sa première étape .

## Palmarès

### Championnats du monde
| Édition / Épreuve | Individuel | Sprint | Poursuite | Mass start | Relais | Relais mixte | Relais mixte simple |
| ----------------- | ---------- | ------ | --------- | ---------- | ------ | ------------ | ------------------- |
| Lenzerheide 2025  | 45e        | 4e     | 25e       | 14e        | —      | —            | —                   |

Légende :
- — : non disputée par Sørum

### Coupe du monde
- Meilleur classement général : 9e en 2025.
- 6 podiums
  - 3 podiums individuels : 1 victoire et 2 troisièmes places.
  - 2 podiums en relais : 1 victoire et 1 deuxième place.
  - 1 podium en relais mixte : 1 victoire.

Dernière mise à jour le 23 mars 2025.

#### Victoire
| Saison \ Épreuve | Individuel | Sprint | Poursuite | Mass start | Total |
| ---------------- | ---------- | ------ | --------- | ---------- | ----- |
| 2024-2025        | Ruhpolding |        |           |            | 1     |
| Total            | 1          | 0      | 0         | 0          | 1     |

Dernière mise à jour le 19 janvier 2025.

#### Résultats détaillés en Coupe du monde
| Résultats détaillés en Coupe du monde | Résultats détaillés en Coupe du monde | Résultats détaillés en Coupe du monde | Résultats détaillés en Coupe du monde | Résultats détaillés en Coupe du monde | Résultats détaillés en Coupe du monde | Résultats détaillés en Coupe du monde | Résultats détaillés en Coupe du monde | Résultats détaillés en Coupe du monde | Résultats détaillés en Coupe du monde | Résultats détaillés en Coupe du monde | Résultats détaillés en Coupe du monde | Résultats détaillés en Coupe du monde | Résultats détaillés en Coupe du monde | Résultats détaillés en Coupe du monde | Résultats détaillés en Coupe du monde | Résultats détaillés en Coupe du monde | Résultats détaillés en Coupe du monde | Résultats détaillés en Coupe du monde | Résultats détaillés en Coupe du monde | Résultats détaillés en Coupe du monde | Résultats détaillés en Coupe du monde | Résultats détaillés en Coupe du monde | Résultats détaillés en Coupe du monde | Résultats détaillés en Coupe du monde | Résultats détaillés en Coupe du monde | Résultats détaillés en Coupe du monde |
| Saison                                | 1                                     | 2                                     | 3                                     | 4                                     | 5                                     | 6                                     | 7                                     | 8                                     | 9                                     | 10                                    | 11                                    | 12                                    | 13                                    | 14                                    | 15                                    | 16                                    | 17                                    | 18                                    | 19                                    | 20                                    | 21                                    | 22                                    | 23                                    | 24                                    | 25                                    | Classement                            |
| ------------------------------------- | ------------------------------------- | ------------------------------------- | ------------------------------------- | ------------------------------------- | ------------------------------------- | ------------------------------------- | ------------------------------------- | ------------------------------------- | ------------------------------------- | ------------------------------------- | ------------------------------------- | ------------------------------------- | ------------------------------------- | ------------------------------------- | ------------------------------------- | ------------------------------------- | ------------------------------------- | ------------------------------------- | ------------------------------------- | ------------------------------------- | ------------------------------------- | ------------------------------------- | ------------------------------------- | ------------------------------------- | ------------------------------------- | ------------------------------------- |
| 2022-2023                             |                                       |                                       |                                       |                                       |                                       |                                       |                                       |                                       |                                       |                                       |                                       |                                       |                                       |                                       | .                                     | .                                     | .                                     | .                                     |                                       |                                       |                                       |                                       |                                       |                                       |                                       | 71e                                   |
| 2022-2023                             | IN                                    | SP                                    | PU                                    | SP                                    | PU                                    | SP                                    | PU                                    | MS                                    | SP                                    | PU                                    | IN                                    | MS                                    | SP                                    | PU                                    | SP                                    | PU                                    | IN                                    | MS                                    | SP                                    | PU                                    | IN 45e                                | MS                                    | SP 23e                                | PU 33e                                | MS                                    | 71e                                   |
| 2023-2024                             |                                       |                                       |                                       |                                       |                                       |                                       |                                       |                                       |                                       |                                       |                                       |                                       |                                       |                                       | .                                     | .                                     | .                                     | .                                     |                                       |                                       |                                       |                                       |                                       |                                       |                                       | 26e                                   |
| 2023-2024                             | IN 24e                                | SP 3e                                 | PU 7e                                 | SP 17e                                | PU 15e                                | SP                                    | PU                                    | MS 6e                                 | SP                                    | PU                                    | SP                                    | PU                                    | SI                                    | MS 3e                                 | SP                                    | PU                                    | IN                                    | MS                                    | IN                                    | MS 29e                                | SP 41e                                | PU 29e                                | SP 27e                                | PU 52e                                | MS 30e                                | 26e                                   |
| 2024-2025                             |                                       |                                       |                                       |                                       |                                       |                                       |                                       |                                       |                                       |                                       |                                       |                                       |                                       |                                       | .                                     | .                                     | .                                     | .                                     |                                       |                                       |                                       |                                       |                                       |                                       |                                       | 9e                                    |
| 2024-2025                             | SI 43e                                | SP 8e                                 | MS 5e                                 | SP 5e                                 | PU 6e                                 | SP 13e                                | PU 4e                                 | MS 6e                                 | SP 11e                                | PU 7e                                 | IN 1er                                | MS 26e                                | SP 31e                                | PU                                    | SP 4e                                 | PU 25e                                | IN                                    | MS                                    | SP                                    | PU                                    | IN                                    | MS                                    | SP                                    | PU                                    | MS                                    | 9e                                    |

### IBU Cup
- Meilleur classement général : 3e en 2022-2023.
- En comptant les podiums obtenus aux Championnats d'Europe selon l'IBU :
  - 16 podiums individuels, dont 7 victoires.
  - 5 podiums collectifs, dont 3 victoires en relais mixte (simple inclus).

à jour au 28 janvier 2024

### Championnats d'Europe
| Édition / Épreuve   | Individuel            | Sprint                    | Poursuite             | Relais mixte          | Relais mixte simple       |
| ------------------- | --------------------- | ------------------------- | --------------------- | --------------------- | ------------------------- |
| Lenzerheide 2023    | 6e                    | Médaille d'argent, Europe | Médaille d'or, Europe | Médaille d'or, Europe | —                         |
| Brezno-Osrblie 2024 | Médaille d'or, Europe | 5e                        | 4e                    | —                     | Médaille d'argent, Europe |

Légende:
- —: non disputée par Sørum

### Championnats du monde junior
| Édition / Épreuve | Catégorie | Individuel        | Sprint        | Poursuite     | Relais        |
| ----------------- | --------- | ----------------- | ------------- | ------------- | ------------- |
| Brezno 2017       | Jeune     | 39e               | 27e=          | 8e            | Médaille d'or |
| Brezno 2019       | Junior    | 49e               | Médaille d'or | Médaille d'or | 4e            |
| Lenzerheide 2020  | Junior    | Médaille d'argent | Médaille d'or | 6e            | 4e            |

- sur l'individuel des championnats d'Europe jeunes de Sjusjoen en 2019.
- sur le relais des championnats d'Europe jeunes de Sjusjoen en 2019.